# فريج
فريج هو مسلسل كارتوني إماراتي ثلاثي الأبعاد فكرة وإخراج الفنان محمد سعيد حارب. يدور المسلسل حول أربع سيدات من دبي القديمة يخضن مغامرات رائعة.
عُرض المسلسل لأول مرّة بشكل حصري على قناتي دبي وسما دبي الفضائيتين الإماراتيتين في رمضان 2006 م/ 1427 هـ. المسلسل تم تنفيذه باستخدام تقنية الرسوم المتحركة ثلاثية الأبعاد وقامت بالتنفيذ شركة UTV TOONS الهندية.

## القصة
يروي «فريج» قصة أربع مواطنات «مُسنات» يعشن في حيّ منعزل في مدينة دبي العصرية. أما الشخصيات الأساسية لهذا العرض فهي: أم سعيد، أم سلّوم، أم علاوي وأم خمّاس. 4 مُسنات يحاولن عيش حياة هادئة وساكنة في خضمّ صخب حياة المدينة التي لا تنفكّ تتطوّر بسرعة فائقة. إلا أن هذا التطوّر يكشف عن قضية اجتماعية جديدة كل يوم... قضية على المُسنات الأربعة تحديدها، معالجتها ومحاولة حلّها بطريقتهنّ البسيطة والخاصة. بالنسبة إليهنّ، أكبر وأصعب قضية بإمكانهنّ إيجاد حلّ لها، إذا تجمّعن على فنجان قهوة عربية في منزل أم سعيد. أما مسلسل فريج كاتبها صالح العقل وكان يعرض في رمضان 1999 على قناة بيتي العربي الأولى القريبة لقناة الوطن الكويتية ثم قام محمد سعيد حارب طلب من الكاتب صالح العقل لوضعها على قناة دبي وسما دبي بدل قناة بيتي العربي ثم تم عرضه على دبي وسما دبي لعام 2006 بدل قناة بيتي العربي

## الشخصيات
يؤدي بطولة المسلسل أربع شخصيات رئيسية جميعهن نساء مسنات يرتدين أقنعة الوجه البدوية "البرقع". أسماء النساء تشير إلى أبنائهن الأكبر سناً. ألف محمد سعيد حارب جميع الشخصيات الرئيسية.

### أم سعيد
- أكبر عضو في المجموعة وأكثرها حكمة

- تحب إلقاء الشعر والأقوال التراثية القديمة

- قصيرة القامة وأقصر عضو في المجموعة

- ذات طبيعة ساخرة للغاية

- مدمنة على القهوة

- تتجمع المجموعة في منزلها كل يوم.

- ماجد الفلاسي هو مؤدي الصوت.[6] أم سعيد هي الشخصية الأولى التي ابتكرها محمد سعيد حارب وأطلق عليها "أم سعيد" تيمنا بإسم جدته لأبيه.[5]

أم سعيد.

### أم خمّاس
- العضو المتمرد في المجموعة.

- أرملة ثلاث مرات.

- تدير خدمة تقديم الطعام الخاصة بها وفرقة الموسيقى التقليدية.

- تتمتع بشخصية قوية جداً.

- سالم جاسم هو مؤدي الصوت. يقول جاسم إنه يحب أم خماس لأنها "شخصية بدوية كلاسيكية وتذكرني بجدتي".[7]

أم خمّاس.

### أم علاوي

أم علاوي.

- أطول عضو في المجموعة وأكثرها تعليماً.
- مدمنة على جميع أنواع الأدوات.
- لديها هاتفها المحمول والكمبيوتر المحمول الخاص بها.
- متابعة بشكل وثيق لسوق الأوراق المالية.
- وبما أن أم علاوي من أصول فارسية، فهي لا تتحدث لهجة إماراتية محددة. تتحدث لغات متعددة.
- أشجان هي مؤدية الصوت.[8]

### أم سلوم
- ألطف عضو في المجموعة.

- لا تأخذ زمام المبادرة أبدًا بل تتبعها دائمًا.

أم سلوم.

- عبد الله حسين هو مؤدي الصوت.[9]

### الضيوف والشخصيات الأخرى
- خالد حرية - المشجع الإماراتي الكبير

فريج 2009 : كتاب الألغاز.

- أم جميل
- تفاحة و موزو
- شما
- مستشار القبيلة
- زبيدة
- رحمة المعلمة
- بودرياه
- ام الدويس
- بو خماس
- رفيق
- دلوعة دبي
- ام ام خماس
- أغا
- عذيجة
- مريوم
- كاشونة
- عبود (الموسم 2)
- فطوم علوم (الموسم 3)
- جميلة (الموسم 3)
- ماري لو

## فريج 2009: كتاب الألغاز
في رمضان 2009، بث فريج برنامج مسابقات مدته 2-3 دقائق. وكانت الجائزة 500,000 درهم. كان من المقرر أن يحصل فريج على حلقة خاصة مدتها ساعة سيتم بثها في العيد، بمشاركة ضيف مفاجئ.

## حقائق
- حصدت الحلقة الأولى من الموسم الثاني نسبة مشاهدة بلغت 680 ألف مشاهد، مما جعلها واحدة من أكثر البرامج مشاهدة في دبي.

- تم التصويت له كأفضل عرض في جميع أنحاء دبي.

- في الموسم الثاني، كتبت نجلاء الشحي ست حلقات، بينما كتبت آمنة المنصوري تسع حلقات.
- يعود مسلسل فريج بالموسم السادس على منصة شاهد (المملوكة لمجموعة إم بي سي) في رمضان 2024
- توفي ماجد الفلاسي، مؤدي صوت أم سعيد، في 7 مايو 2023، فاستبدله بسلامة السويدي. [10]

## وصلات خارجية
- فريج على موقع IMDb (الإنجليزية)
- فريج على موقع قاعدة بيانات الأفلام العربية
- فريج على موقع قاعدة بيانات الفيلم (الإنجليزية)

- الموقع الرسمي للمسلسل
- الموقع الرسمي لفعاليات فريج
- فريج فلكور
- الصفحة الرسمية للفنان محمد سعيد حارب وشركته للإنتاج.
- مقال من مجلة هندية يشير إلى المشاركة الهندية بالمسلسل.